# Deltocephalus coloratus
Deltocephalus coloratus är en insektsart som beskrevs av William Lucas Distant 1918. Deltocephalus coloratus ingår i släktet Deltocephalus och familjen dvärgstritar. Inga underarter finns listade i Catalogue of Life.